# Barbara Fritchie
Pour les articles homonymes, voir Fritchie.
Barbara Fritchie, née Hauer le 3 décembre 1766 et morte le 18 décembre 1862, également connue sous le nom de Barbara Frietchie, et parfois orthographiée Frietschie, est une unioniste pendant la guerre de Sécession. Elle fait partie du folklore américain, pour une part[Quoi ?], grâce à un poème populaire de John Greenleaf Whittier.

## Biographie
Elle naît Barbara Hauer à Lancaster en Pennsylvanie, et épouse John Casper Fritchie, un fabricant de gants, le 6 mai 1806. Elle devient célèbre en tant qu'héroïne du poème de 1863 "Barbara Frietchie" de John Greenleaf Whittier, auprès d'un général confédéré occupant "Tirez si vous devez cette vieille tête grise, mais épargnez le drapeau de votre pays."[Quoi ?]
Trois mois après cet incident présumé[Quoi ?], Frietchie meurt. Elle est inhumée avec son mari, mort en 1849, dans le cimetière réformé allemand de Frederick. Plus tard, en 1914, sa dépouille est transférée au cimetière Mount Olivet avec un nouveau mémorial.

## Au théâtre et au cinéma

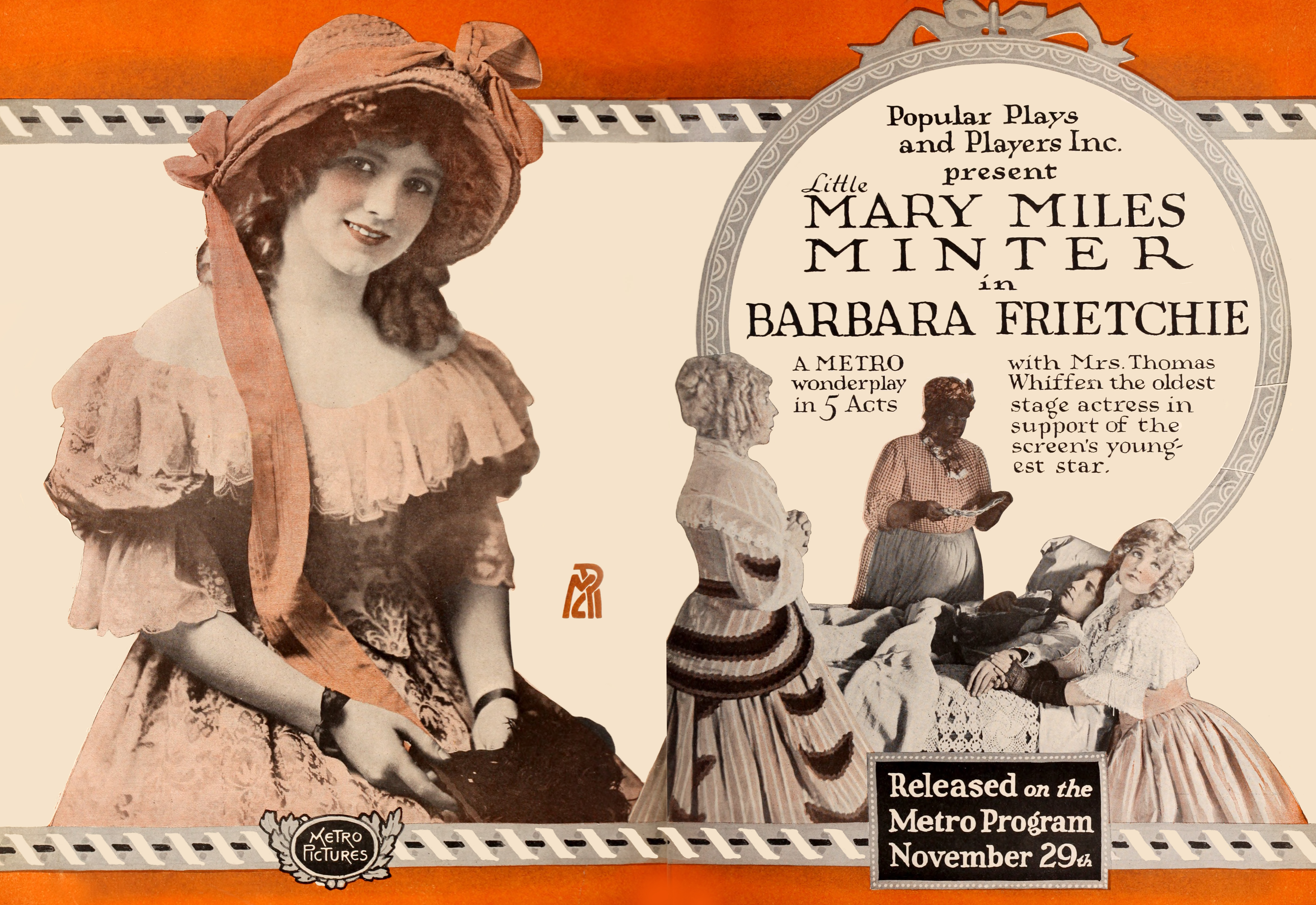
Affiche du film de 1915.

- 1899 : Barbara Fritchie, pièce de théâtre écrite par Clyde Fitch[4]
- 1915 : Barbara Frietchie, film muet d'Herbert Blaché
- 1924 : Barbara Frietchie, film muet réalisé par Lambert Hillyer